# Dover International Speedway

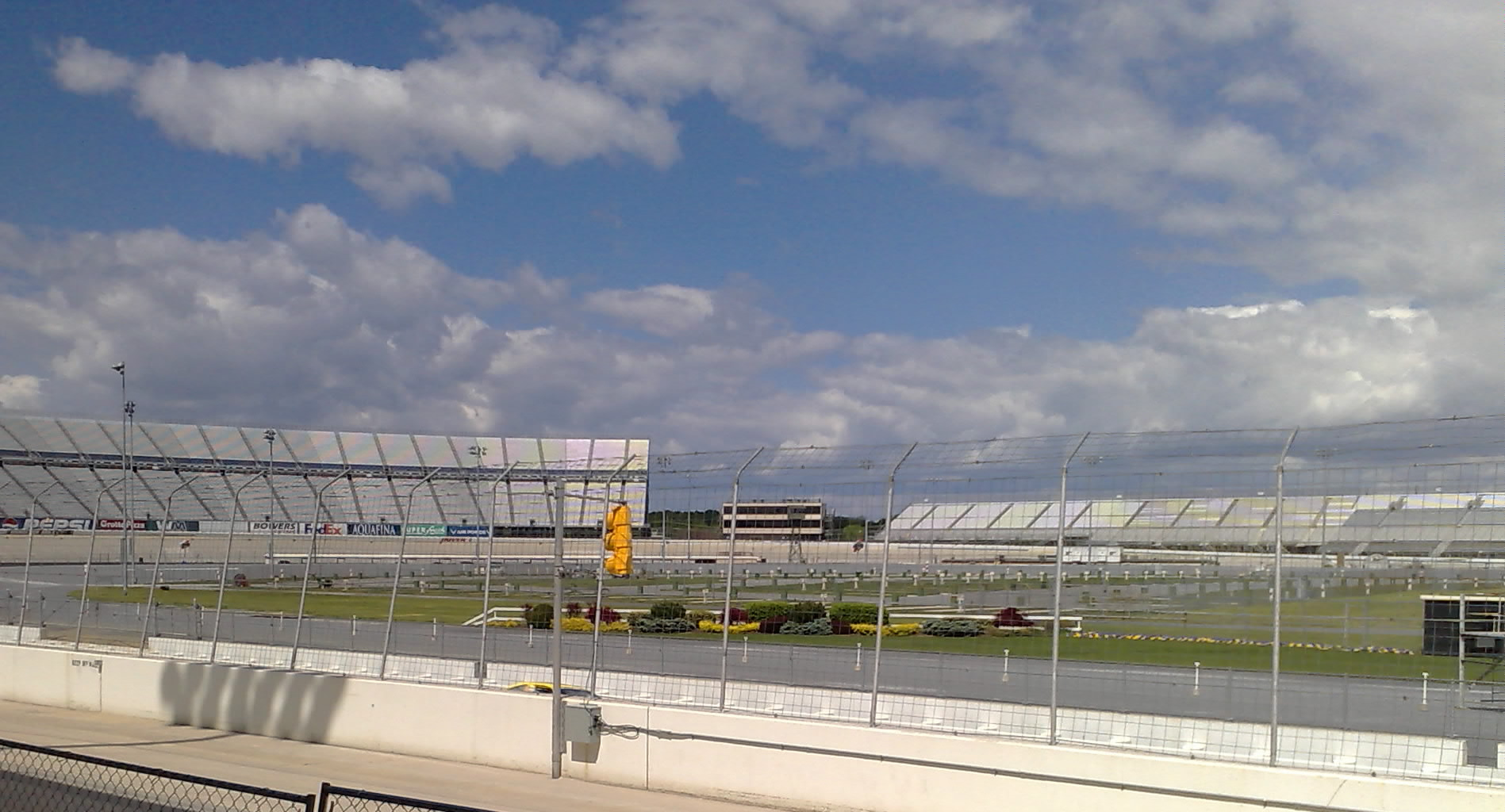
Óvalo de Dover en 2007

Dover Motor Speedway, apodado Monster Mile (‘Milla Monstruosa’), es un autódromo situado en la ciudad de Dover, estado de Delaware, Estados Unidos, 85 km al sur de Filadelfia y 95 km al este de Baltimore. Inaugurado en el año 1969, fue diseñado por Melvin Joseph con una pista de carreras de caballos en su sección interna, esta llamada Dover Downs. El autódromo se denominó Dover Downs International Speedway hasta febrero de 2002, cuando la actividad de ambos óvalos fue dividida en dos empresas distintas. Actualmente es propiedad de Speedway Motorsports, junto a Atlanta Motor Spedway, Texas Motor Speedway, Charlotte Motor Speedway, Nashville Motor Speedway, Bristol Motor Speedway y Las Vegas Motor Speedway.
El óvalo tiene una longitud de exactamente 1 milla (1609 metros), y un formato tradicional de dos curvas con un peralte de 24 grados conectadas por dos rectas. El fuerte peralte lo hace uno de los óvalos de una milla más rápidos. Desde 1995, la pista está recubierta de hormigón, al igual que Bristol y Nashville Superspeedway.
La NASCAR Cup Series disputa una carrera en mayo o junio desde 1969 (una semana después de las 600 Millas de Charlotte), y una en septiembre o octubre desde 1971. Las carreras tuvieron una duración de 300 millas (480 km) hasta 1970, 500 millas (800 km) desde 1971 hasta junio de 1997, y 400 millas (640 km) a partir de septiembre de 1997.
La NASCAR Xfinity Series acompaña a esa categoría desde 1982 y 1986 respectivamente con sendas carreras de 200 millas (320 km) de duración. La NASCAR Truck Series visitó Dover en septiembre de 2000 y en mayo o junio a partir de 2001. La IndyCar Series disputó dos carreras allí, en julio de 1998 y agosto de 1999. La primera edición tuvo una duración de 250 millas (400 km), la más larga de la historia de los monoplazas estadounidenses en un óvalo corto.

## Récords de vuelta

### NASCAR
| Récord                            | Año         | Fecha            | Piloto          | Marca       | Tiempo      | Velocidad/Velocidad promedio           |
| Copa NASCAR                       | Copa NASCAR | Copa NASCAR      | Copa NASCAR     | Copa NASCAR | Copa NASCAR | Copa NASCAR                            |
| --------------------------------- | ----------- | ---------------- | --------------- | ----------- | ----------- | -------------------------------------- |
| Clasificación                     | 2014        | 30 de mayo       | Brad Keselowski | Chevrolet   | 21.892      | 164.444 millas por hora (264.647 km/h) |
| Carrera                           | 1997        | 21 de septiembre | Mark Martin     | Ford        | 3:00:50     | 132.719 millas por hora (213.591 km/h) |
| NASCAR Xfinity Series             |             |                  |                 |             |             |                                        |
| Clasificación                     | 2016        | 1 de octubre     | Erik Jones      | Toyota      | 22.739      | 158.318 millas por hora (254.788 km/h) |
| Carrera                           | 2013        | 28 de septiembre | Joey Logano     | Ford        | 1:31:27     | 131.219 millas por hora (211.177 km/h) |
| NASCAR Camping World Truck Series |             |                  |                 |             |             |                                        |
| Clasificación                     | 2015        | 29 de mayo       | Ryan Blaney     | Ford        | 22.718      | 158.465 millas por hora (255.025 km/h) |
| Carrera                           | 2006        | 2 de junio       | Mark Martin     | Ford        | 1:39:50     | 120.200 millas por hora (193.443 km/h) |

## Ganadores recientes

### IndyCar
| Año  | Cup Series       | Cup Series | Cup Series         | Cup Series         | Xfinity Series     | Xfinity Series     | Truck Series  |
| Año  | Mayo/junio       | Mayo/junio | Septiembre/octubre | Septiembre/octubre | Mayo/junio         | Septiembre/octubre | Truck Series  |
| ---- | ---------------- | ---------- | ------------------ | ------------------ | ------------------ | ------------------ | ------------- |
| 1990 | Derrike Cope     | Chevrolet  | Bill Elliott       | Ford               | Michael Waltrip    | Harry Gant         | -             |
| 1991 | Ken Schrader     | Chevrolet  | Harry Gant         | Oldsmobile         | Todd Bodine        | Harry Gant         | -             |
| 1992 | Harry Gant       | Oldsmobile | Ricky Rudd         | Chevrolet          | Robert Pressley    | Robert Pressley    | -             |
| 1993 | Dale Earnhardt   | Chevrolet  | Rusty Wallace      | Pontiac            | Todd Bodine        | Todd Bodine        | -             |
| 1994 | Rusty Wallace    | Ford       | Rusty Wallace      | Ford               | Mike Wallace       | Johnny Benson Jr.  | -             |
| 1995 | Kyle Petty       | Pontiac    | Jeff Gordon        | Chevrolet          | Mike McLaughlin    | Johnny Rumley      | -             |
| 1996 | Jeff Gordon      | Chevrolet  | Jeff Gordon        | Chevrolet          | Randy LaJoie       | Randy Lajoie       | -             |
| 1997 | Ricky Rudd       | Ford       | Mark Martin        | Ford               | Bobby Labonte      | Joe Bessey         | -             |
| 1998 | Dale Jarrett     | Ford       | Mark Martin        | Ford               | Dale Earnhardt Jr. | Matt Kenseth       | -             |
| 1999 | Bobby Labonte    | Pontiac    | Mark Martin        | Ford               | Dale Earnhardt Jr. | Casey Atwood       | -             |
| 2000 | Tony Stewart     | Pontiac    | Tony Stewart       | Pontiac            | Jason Keller       | Matt Kenseth       | Kurt Busch    |
| 2001 | Jeff Gordon      | Chevrolet  | Dale Earnhardt Jr. | Chevrolet          | Jimmy Spencer      | Jeff Green         | Scott Riggs   |
| 2002 | Jimmie Johnson   | Chevrolet  | Jimmie Johnson     | Chevrolet          | Greg Biffle        | Scott Wimmer       | Ted Musgrave  |
| 2003 | Ryan Newman      | Dodge      | Ryan Newman        | Dodge              | Joe Nemechek       | Brian Vickers      | Jason Leffler |
| 2004 | Mark Martin      | Ford       | Ryan Newman        | Dodge              | Greg Biffle        | Martin Truex Jr.   | Chad Chaffin  |
| 2005 | Greg Biffle      | Ford       | Jimmie Johnson     | Chevrolet          | Martin Truex Jr.   | Ryan Newman        | Kyle Busch    |
| 2006 | Matt Kenseth     | Ford       | Jeff Burton        | Chevrolet          | Jeff Burton        | Clint Bowyer       | Mark Martin   |
| 2007 | Martin Truex Jr. | Chevrolet  | Carl Edwards       | Ford               | Carl Edwards       | Denny Hamlin       | Ron Hornaday  |
| 2008 | Kyle Busch       | Toyota     | Greg Biffle        | Ford               | Denny Hamlin       | Kyle Busch         | Scott Speed   |
| 2009 | Jimmie Johnson   | Chevrolet  | Jimmie Johnson     | Chevrolet          | Brad Keselowski    | Clint Bowyer       | Brian Scott   |
| 2010 | Kyle Busch       | Toyota     | Jimmie Johnson     | Chevrolet          | Kyle Busch         | Kyle Busch         | Aric Almirola |
| 2011 | Matt Kenseth     | Ford       | Kurt Busch         | Dodge              | Carl Edwards       | Carl Edwards       | Kyle Busch    |
| 2012 | Jimmie Johnson   | Chevrolet  | Brad Keselowski    | Dodge              | Joey Logano        | Joey Logano        | Todd Bodine   |
| 2013 | Tony Stewart     | Chevrolet  | Jimmie Johnson     | Chevrolet          | Joey Logano        | Joey Logano        | Kyle Busch    |
| 2014 | Jimmie Johnson   | Chevrolet  | Jeff Gordon        | Chevrolet          | Kyle Busch         | Kyle Busch         | Kyle Busch    |
| 2015 | Jimmie Johnson   | Chevrolet  | Kevin Harvick      | Chevrolet          | Chris Buescher     | Regan Smith        | Tyler Reddick |
| 2016 | Matt Kenseth     | Toyota     | Martin Truex Jr.   | Toyota             | Erik Jones         | Daniel Suárez      | Matt Crafton  |
| 2017 | Jimmie Johnson   | Chevrolet  | Kyle Busch         | Toyota             | Kyle Larson        | Ryan Blaney        | Johnny Sauter |
| 2018 | Kevin Harvick    | Ford       | Chase Elliott      | Chevrolet          | Justin Allgaier    | Christopher Bell   | Johnny Sauter |
| 2019 | Martin Truex Jr. | Toyota     | Kyle Larson        | Chevrolet          | Christopher Bell   | Cole Custer        | Johnny Sauter |
| 2020 | Denny Hamlin     | Toyota     | Kevin Harvick      | Ford               | Justin Allgaier    | Chase Briscoe      | Zane Smith    |
| 2021 | Alex Bowman      | Chevrolet  |                    | Ford               | Austin Cindric     |                    |               |

| Año  | Piloto      | Automóvil          | Equipo |
| ---- | ----------- | ------------------ | ------ |
| 1998 | Scott Sharp | Dallara Oldsmobile | Kelley |
| 1999 | Greg Ray    | Dallara Oldsmobile | Menard |